# Jordanovo
Jordanovo (bulgariska: Йорданово) är ett distrikt i Bulgarien.   Det ligger i kommunen Obsjtina Silistra och regionen Silistra, i den nordöstra delen av landet, 300 km öster om huvudstaden Sofia.
Trakten runt Jordanovo består till största delen av jordbruksmark. Runt Jordanovo är det ganska tätbefolkat, med 108 invånare per kvadratkilometer.